# Jong FC Twente in het seizoen 2014/15
Het seizoen 2014/15 is het tweede seizoen dat Jong FC Twente, het tweede elftal van de club FC Twente, uitkomt in de Eerste divisie. Het team staat onder leiding van hoofdtrainer Jan Zoutman. Als beloftenelftal is het uitgesloten van het toernooi om de KNVB beker.
In maart 2015 werd bekend dat dit seizoen tevens het laatste seizoen zal zijn dat Jong FC Twente in het betaald voetbal uitkomt. Wegens financiële problemen zal FC Twente het team vanaf seizoen 2015/16 weer laten uitkomen in de beloftencompetitie.

## Selectie en technische staf

### Selectie
Behalve spelers uit de eigen selectie heeft Jong FC Twente onder door de KNVB bepaalde voorwaarden de beschikking over spelers uit de eerste selectie van FC Twente. Een speler mag echter niet in één weekend voor beide teams uitkomen. Indien een speler minimaal vijftien keer ten minste een helft heeft gespeeld voor FC Twente 1, mag hij ook niet meer in actie komen voor Jong FC Twente.
| Naam                   | Positie      | Geb. datum | Bij Twente | Contract tot | Vorige club                |
| ---------------------- | ------------ | ---------- | ---------- | ------------ | -------------------------- |
| Timo Plattel           | Doelman      | 12-03-1994 | 2009       | 2017         | Vitesse/AGOVV              |
| Joël Drommel           | Doelman      | 16-11-1996 | 2014       | 2017         | V.V. IJsselmeervogels      |
| Michael Verrips        | Doelman      | 03-12-1996 | 2013       | 2016         | PSV                        |
| Peet Bijen             | Verdediger   | 28-01-1995 | 2006       | 2016         | KSV BWO                    |
| Jelle van der Heyden   | Verdediger   | 31-08-1995 | 2008       | 2015         | Go Ahead Eagles            |
| Sven Verlaan           | Verdediger   | 11-05-1994 | 2013       | 2016         | UVS                        |
| Derre Kwee             | Verdediger   | 07-09-1994 | 2004       | 2015         | Quick '20                  |
| Mattheus de Wit        | Verdediger   | 28-05-1995 |            | 2015         |                            |
| Lars Bleker            | Middenvelder | 28-06-1994 | 2009       | 2015         | FC Schalke 04              |
| Mustapha Yahaya        | Middenvelder | 09-01-1994 | 2012       | 2017         | Pro Consult Sports Academy |
| Lukas Schwering        | Middenvelder | 23-03-1995 | 2008       | 2016         | 1. FC Nordwalde            |
| Brem Soumaoro          | Middenvelder | 08-08-1996 | 2007       | 2016         | Sparta Enschede            |
| Nana Ntuli             | Middenvelder | 10-02-1996 | 2014       | 2019         | Orlando Pirates FC         |
| Dario Tanda            | Middenvelder | 02-01-1995 | 2009       | 2015         | Go Ahead Eagles            |
| Jonathan Swieter       | Middenvelder | 19-12-1995 | 2008       | 2016         | TuS Gildehaus 1906         |
| Jari Oosterwijk        | Aanvaller    | 03-03-1995 |            | 2016         | Go Ahead Eagles            |
| Alvin Daniels          | Aanvaller    | 10-02-1994 | 2011       | 2016         | BV De Graafschap           |
| Merlin Schütte         | Aanvaller    | 15-05-1996 | 2007       | 2015         | SV Mesum                   |
| Felitciano Zschusschen | Aanvaller    | 24-01-1992 | 2011       | 2016         | NAC Breda                  |

### Technische staf
| Naam            | Functie           |
| --------------- | ----------------- |
| Jan Zoutman     | Hoofdtrainer      |
| Frank Tempelman | Assistent-trainer |

## Transfers

### Aangetrokken
| Naam         | Van                   | Contract per | Contract tot |
| ------------ | --------------------- | ------------ | ------------ |
| Joël Drommel | V.V. IJsselmeervogels | 01-07-2014   | 2017         |
| Nana Ntuli   | Orlando Pirates FC    | 01-07-2014   | 2019         |

### Afkomstig uit eigen jeugd
| Naam                 | Van          | Contract sinds | Contract tot |
| -------------------- | ------------ | -------------- | ------------ |
| Jelle van der Heyden | FC Twente A1 | 2008           | 2015         |
| Merlin Schütte       | FC Twente A1 | 2007           | 2015         |
| Lukas Schwering      | FC Twente A1 | 2008           | 2016         |
| Brem Soumaoro        | FC Twente A1 | 2007           | 2016         |
| Jonathan Swieter     | FC Twente A1 | 2008           | 2016         |
| Michael Verrips      | FC Twente A1 | 2013           | 2016         |
| Mattheus de Wit      | FC Twente A1 |                | 2015         |

### Naar eerste selectie
| Naam           | Naar        | Contract sinds | Contract tot |
| -------------- | ----------- | -------------- | ------------ |
| Filip Bednarek | FC Twente 1 | 2008           | 2015         |
| Renato Tapia   | FC Twente 1 | 2013           | 2017         |

### Vertrokken
| Naam                   | Naar             | Opmerking             |
| ---------------------- | ---------------- | --------------------- |
| Mirco Born             | Hertha BSC       | Verkocht/transfervrij |
| Thijs Bouma            | Almere City FC   | Verkocht/transfervrij |
| Jerson Cabral          | Willem II        | Verhuur per 1-8-2014  |
| Wouter Dronkers        | SBV Vitesse      | Einde contract        |
| Mark Engberink         | Heracles Almelo  | Einde contract        |
| Kris Fillinger         | SV Meppen        | Verkocht/transfervrij |
| Peter Gebben           | SV Meppen        | Einde contract        |
| Coen Gortemaker        | Heracles Almelo  | Verkocht/transfervrij |
| Rick Hemmink           | Heracles Almelo  | Einde contract        |
| Janik Jesgarzewski     | SV Meppen        | Verkocht/transfervrij |
| Jan-Willem Kamp        | Quick '20        | Einde contract        |
| Thilo Leugers          | Zonder club      | Einde contract        |
| Jurjan Mannes          | FC Emmen         | Einde contract        |
| Cas Peters             | FC Emmen         | Einde contract        |
| Nils Röseler           | Chemnitzer FC    | Einde contract        |
| Kristopher Vida        | BV De Graafschap | Einde contract        |
| Felitciano Zschusschen | NAC Breda        | Verhuur per 1-2-2015  |

## Wedstrijdstatistieken

### Eerste divisie
| 1e speelronde | VVV-Venlo | 1 - 0 (1 - 0)                                         | Jong FC Twente                                                   | Selectie Jong FC Twente: |
| vrij. 8 augustus 2014 Aanvangstijd: 20:00 uur Plaats: Venlo Seacon Stadion - De Koel - Toeschouwers: 3.400 Scheidsrechter: Merlijn Gerritsen                                     | Dyon Gijzen 20'                                                                                              | 1 - 0                                                 |                                                                  | BASISOPSTELLING: Bednarek - Kwee, Van der Heyden, Bijen , Bleker - Tanda, Zschusschen, Yahaya - Daniels, Oosterwijk, Schütte RESERVEBANK: Verrips, De Wit, Swieter, Ntuli, Schwering WISSELS: 64' Ntuli Yahaya                                                                                |
| - Gele kaart: Yahaya (48'), Bleker (63'). - Van der Heyden en Ntuli maakten hun debuut voor Jong FC Twente. - Jerold Promes van VVV-Venlo kreeg in de 44e minuut een rode kaart. | |                                                       |                                                                  | |
| 2e speelronde | Jong FC Twente                                                                                               | 2 - 2 (2 - 1)                                         | Helmond Sport                                                    | Selectie Jong FC Twente: |
| ma. 18 augustus 2014 Aanvangstijd: 20:00 uur Plaats: Enschede De Grolsch Veste Toeschouwers: 220 Scheidsrechter: Richard Martens                                                 | Jesús Corona 4' Jesús Corona 8'                                                                              | 1 - 0 2 - 0 2 - 1 2 - 2                               | 17' Oumar Diouck 75' Stanley Elbers                              | BASISOPSTELLING: Stevens - Kwee, Andersen, Bijen , Bleker - Van der Heyden, Corona, Tanda - Daniels, Zschusschen, Schütte RESERVEBANK: Plattel, Verlaan, Swieter, Ntuli, Schwering, Yahaya, Oosterwijk WISSELS: 82' Oosterwijk Schütte 83' Ntuli Van der Heyden                               |
| - Gele kaart: Van der Heyden (58'), Zschusschen (90'). - Zschusschen miste in de 15e minuut een strafschop.                                                                      | |                                                       |                                                                  | |
| 3e speelronde | Almere City FC                                                                                               | 0 - 1 (0 - 0)                                         | Jong FC Twente                                                   | Selectie Jong FC Twente: |
| vrij. 22 augustus 2014 Aanvangstijd: 20:00 uur Plaats: Almere Almere City Stadion Toeschouwers: 841 Scheidsrechter: Rob Dieperink                                                | | 0 - 1                                                 | 90' Jari Oosterwijk                                              | Plattel - Kwee, Ter Avest, Bijen , Bleker - Van der Heyden, Corona, Ntuli - Cabral, Zschusschen, Daniels RESERVEBANK: Verrips, Verlaan, Swieter, Schwering, Yahaya, Mousslih, Oosterwijk WISSELS: 59' Oosterwijk Corona 77' Swieter Cabral 87' Verlaan Ter Avest                              |
| - Ter Avest, Swieter en Verlaan maakten hun debuut voor Jong FC Twente. | |                                                       |                                                                  | |
| 4e speelronde | Jong FC Twente                                                                                               | 1 - 2 (0 - 1)                                         | MVV Maastricht                                                   | Selectie Jong FC Twente: |
| ma. 25 augustus 2014 Aanvangstijd: 20:00 uur Plaats: Enschede De Grolsch Veste Toeschouwers: 150 Scheidsrechter: Erwin Blank                                                     | Derre Kwee 52'                                                                                               | 0 - 1 1 - 1 1 - 2                                     | 31' Stef Peeters (p) 75' Mark Veldmate                           | BASISOPSTELLING: Stevens - Kwee, Andersen, Bijen , Bleker - Tanda, Hölscher, Ntuli - Ould-Chikh, Oosterwijk, Schütte RESERVEBANK: Plattel, Verlaan, Van der Heyden, Soumaoro, Eghan, Daniels, Zschusschen WISSELS: 46' Eghan Ould-Chikh 72' Zschusschen Oosterwijk 81' Van der Heyden Tanda   |
| - Gele kaart: Andersen (30'), Zschusschen (90'). | |                                                       |                                                                  | |
| 5e speelronde | RKC Waalwijk                                                                                                 | 1 - 2 (0 - 2)                                         | Jong FC Twente                                                   | Selectie Jong FC Twente: |
| vrij. 29 augustus 2014 Aanvangstijd: 20:00 uur Plaats: Waalwijk Mandemakers Stadion Toeschouwers: 4.800 Scheidsrechter: Martin Pérez                                             | Kenny Anderson 83'                                                                                           | 0 - 1 0 - 2 1 - 2                                     | 3' Jari Oosterwijk 33' Alvin Daniels                             | BASISOPSTELLING: Bednarek - Kwee, Van der Heyden, Bijen , Bleker - Tanda, Oosterwijk, Ntuli - Daniels, Zschusschen, Schütte RESERVEBANK: Verrips, Verlaan, Schwering, Soumaoro, Swieter WISSELS: 76' Soumaoro Tanda 76' Swieter Schütte                                                       |
| - Brem Soumaoro maakte zijn debuut voor Jong FC Twente. - Gele kaart: Bleker (75'), Oosterwijk (84')                                                                             | |                                                       |                                                                  | |
| 6e speelronde | Jong FC Twente                                                                                               | 0 - 0 (0 - 0)                                         | Jong PSV                                                         | Selectie Jong FC Twente: |
| ma. 15 september 2014 Aanvangstijd: 20:00 uur Plaats: Enschede De Grolsch Veste Toeschouwers: 150 Scheidsrechter: Tom Koekoek                                                    | |                                                       |                                                                  | BASISOPSTELLING: Stevens - Breukers, Andersen, Bijen , Koppers - Van der Heyden, Ntuli, Tanda - Ould-Chikh, Børven, Schütte RESERVEBANK: Verrips, Kwee, Bleker, Swieter, Daniels, Zschusschen, Oosterwijk WISSELS: 72' Daniels Ould-Chikh 75' Oosterwijk Børven 84' Zschusschen Tanda         |
| - Andrija Luković van Jong PSV kreeg in de 58e minuut een rode kaart. | |                                                       |                                                                  | |
| 7e speelronde | Telstar | 1 - 1 (0 - 1)                                         | Jong FC Twente                                                   | Selectie Jong FC Twente: |
| vrij. 19 september 2014 Aanvangstijd: 20:00 uur Plaats: Velsen-Zuid Tata Steel Stadion Toeschouwers: 2.363 Scheidsrechter: Stijn Berben                                          | Tarik Tissoudali 72'                                                                                         | 0 - 1 1 - 1                                           | 28' Felitciano Zschusschen                                       | BASISOPSTELLING: Bednarek - Kwee, Andersen, Bijen , Bleker - Van der Heyden, Oosterwijk, Tanda - Ould-Chikh, Zschusschen, Daniels RESERVEBANK: Verrips, Verlaan, Schwering, Yahaya, Swieter, Ntuli, Schütte WISSELS: 68' Schütte Daniels 82' Ntuli Zschusschen 90' Swieter Tanda              |
| | |                                                       |                                                                  | |
| 8e speelronde | Jong FC Twente                                                                                               | 3 - 0 (1 - 0)                                         | Fortuna Sittard                                                  | Selectie Jong FC Twente: |
| ma. 29 september 2014 Aanvangstijd: 20:00 uur Plaats: Enschede De Grolsch Veste Toeschouwers: 225 Scheidsrechter: Erwin Blank                                                    | Shadrach Eghan 17' Felitciano Zschusschen 75' Jari Oosterwijk 89'                                            | 1 - 0 2 - 0 3 - 0                                     |                                                                  | BASISOPSTELLING: Stevens - Kwee, Lachman, Andersen, Bleker - Van der Heyden, Eghan, Ntuli - Ould-Chikh, Zschusschen , Schütte RESERVEBANK: Drommel, Bijen, Verlaan, Tanda, Yahaya, Daniels, Oosterwijk WISSELS: 45' Bijen Andersen 69' Daniels Ould-Chikh 76' Oosterwijk Eghan                |
| - Invaller Peet Bijen kreeg in de 86e minuut een rode kaart. | |                                                       |                                                                  | |
| 9e speelronde | Jong Ajax | 5 - 1 (1 - 1)                                         | Jong FC Twente                                                   | Selectie Jong FC Twente: |
| vrij. 3 oktober 2014 Aanvangstijd: 20:00 uur Plaats: Amsterdam Sportpark De Toekomst Toeschouwers: 430 Scheidsrechter: Karel van den Heuvel                                      | Richairo Živković 15' Elton Acolatse 63' Elton Acolatse 71' Queensy Menig 75' Richairo Živković (p.) 81'     | 1 - 0 1 - 1 2 - 1 3 - 1 4 - 1 5 - 1                   | 32' Jari Oosterwijk                                              | BASISOPSTELLING: Bednarek - Kwee, Andersen, Van der Heyden, Bleker - Tanda, Oosterwijk, Ntuli - Ould-Chikh, Zschusschen , Daniels RESERVEBANK: Van Oldeniel, Verlaan, Yahaya, Schwering, Swieter, Soumaoro, Schütte WISSELS: 69' Schütte Tanda 78' Soumaoro Ould-Chikh 78' Swieter Oosterwijk |
| - Gele kaart: Van der Heyden (80') | |                                                       |                                                                  | |
| 10e speelronde | Jong FC Twente                                                                                               | 0 - 2 (0 - 2)                                         | Roda JC Kerkrade                                                 | Selectie Jong FC Twente: |
| ma. 20 oktober 2014 Aanvangstijd: 20:00 uur Plaats: Enschede De Grolsch Veste Toeschouwers: 605 Scheidsrechter: Allard Lindhout                                                  | | 0 - 1 0 - 2                                           | 29' Johan Plat 35' Johan Plat                                    | BASISOPSTELLING: Stevens - Breukers, Lachman, Bijen , Koppers - Soumaoro, Eghan, Ntuli - Ould-Chikh, Børven, Schütte RESERVEBANK: Drommel, Kwee, Yahaya, Swieter, Oosterwijk, Zschusschen, Daniels WISSELS: 46' Oosterwijk Schütte 62' Daniels Ould-Chikh                                     |
| - Brem Soumaoro kreeg in de 27e minuut de rode kaart. | |                                                       |                                                                  | |
| 11e speelronde | FC Emmen | 3 - 0 (1 - 0)                                         | Jong FC Twente                                                   | Selectie Jong FC Twente: |
| vrij. 24 oktober 2014 Aanvangstijd: 20:00 uur Plaats: Emmen De JENS Vesting Toeschouwers: 3.380 Scheidsrechter: Ingmar Oostrom                                                   | Cas Peters 31' Roland Bergkamp 57' Boy Deul 63'                                                              | 1 - 0 2 - 0 3 - 0                                     |                                                                  | BASISOPSTELLING: Bednarek - Kwee, Yahaya, Bijen , Bleker - Van der Heyden, Oosterwijk, Ntuli - Ould-Chikh, Zschusschen, Schütte RESERVEBANK: Van Oldeniel, Verlaan, Swieter, Schwering, Daniels WISSELS: 64' Schwering Van der Heyden 73' Daniels Schütte                                     |
| | |                                                       |                                                                  | |
| 12e speelronde | Jong FC Twente                                                                                               | 3 - 3 (2 - 2)                                         | FC Volendam                                                      | Selectie Jong FC Twente: |
| ma. 3 november 2014 Aanvangstijd: 20:00 uur Plaats: Enschede De Grolsch Veste Toeschouwers: 293 Scheidsrechter: Rob Dieperink                                                    | Derre Kwee 4' Felitciano Zschusschen 13' Felitciano Zschusschen 48'                                          | 1 - 0 2 - 0 2 - 1 2 - 2 3 - 2 3 - 3                   | 15' Henk Veerman 32' Kevin Brands 73' Henk Veerman               | BASISOPSTELLING: Stevens - Breukers, Andersen, Bijen , Kwee - Van der Heyden, Oosterwijk, Bleker - Ould-Chikh, Zschusschen, Kusk RESERVEBANK: Drommel, Verlaan, Yahaya, Swieter, Schwering, Daniels, Schütte WISSELS: 61' Schütte Ould-Chikh 87' Daniels Zschusschen                          |
| - Gele kaart: Bijen (59'), Zschusschen (65') | |                                                       |                                                                  | |
| 13e speelronde | Jong FC Twente                                                                                               | 2 - 2 (1 - 0)                                         | Achilles '29                                                     | Selectie Jong FC Twente: |
| za. 8 november 2014 Aanvangstijd: 19:45 uur Plaats: Enschede De Grolsch Veste Toeschouwers: 275 Scheidsrechter: Stijn Berben                                                     | Felitciano Zschusschen 4' Felitciano Zschusschen 60'                                                         | 1 - 0 2 - 0 2 - 1 2 - 2                               | 74' Thijs Hendriks 85' Frank Wiafe Danquah                       | BASISOPSTELLING: Bednarek - Bleker, Andersen, Bijen , Kwee - Van der Heyden, Oosterwijk, Ntuli - Ould-Chikh, Zschusschen, Schütte RESERVEBANK: Drommel, Verlaan, Yahaya, Soumaoro, Swieter, Tapia, Daniels WISSELS: 68' Daniels Schütte 73' Tapia Oosterwijk                                  |
| - Gele kaart: Bleker (26') - Freek Thoone van Achilles miste in de 70e minuut een strafschop.                                                                                    | |                                                       |                                                                  | |
| 14e speelronde | FC Eindhoven                                                                                                 | 0 - 1 (0 - 0)                                         | Jong FC Twente                                                   | Selectie Jong FC Twente: |
| vrij. 21 november 2014 Aanvangstijd: 20:00 uur Plaats: Eindhoven Jan Louwers Stadion Toeschouwers: 3.445 Scheidsrechter: Jeroen Sanders                                          | | 0 - 1                                                 | 86' Dario Tanda                                                  | BASISOPSTELLING: Bednarek - Bleker, Verlaan, Bijen , Kwee - Van der Heyden, Oosterwijk, Ntuli - Daniels, Zschusschen, Schütte RESERVEBANK: Van Oldeniel, Schwering, Swieter, Soumaoro, Tanda WISSELS: 74' Tanda Van der Heyden 82' Swieter Schütte 90' Soumaoro Ntuli                         |
| - Gele kaart: Oosterwijk (22'), Ntuli (77'), Bednarek (79') - Alvin Daniels van Twente kreeg in de 84e minuut een rode kaart wegens natrappen.                                   | |                                                       |                                                                  | |
| 15e speelronde | N.E.C. | 5 - 1 (2 - 1)                                         | Jong FC Twente                                                   | Selectie Jong FC Twente: |
| vrij. 28 november 2014 Aanvangstijd: 20:00 uur Plaats: Nijmegen Goffertstadion Toeschouwers: 8.100 Scheidsrechter: Davy Otto                                                     | Alireza Jahanbakhsh 8' Sjoerd Ars 27' Sjoerd Ars 48' Sjoerd Ars 74' Christian Santos 78'                     | 1 - 0 1 - 1 2 - 1 3 - 1 4 - 1 5 - 1                   | 12' Jari Oosterwijk                                              | BASISOPSTELLING: Bednarek - Bleker, Andersen, Bijen , Kwee - Van der Heyden, Oosterwijk, Ntuli - Schütte, Zschusschen, Miyaichi RESERVEBANK: Plattel, Verlaan, Schwering, Swieter, Da Cruz, Tanda WISSELS: 46' Verlaan Andersen 46' Swieter Miyaichi 80' Da Cruz Schütte                      |
| - Gele kaart: Ntuli (20'), Bijen (43') - De 17-jarige Alessio Da Cruz maakte zijn debuut voor Jong FC Twente.                                                                    | |                                                       |                                                                  | |
| 16e speelronde | Jong FC Twente                                                                                               | 1 - 1 (1 - 1)                                         | FC Den Bosch                                                     | Selectie Jong FC Twente: |
| ma. 1 december 2014 Aanvangstijd: 20:00 uur Plaats: Enschede De Grolsch Veste Toeschouwers: 315 Scheidsrechter: Martin Pérez                                                     | Jari Oosterwijk 27'                                                                                          | 0 - 1 1 - 1                                           | 13' Jordy Thomassen                                              | BASISOPSTELLING: Stevens - Breukers, Andersen, Lachman, Koppers - Van der Heyden , Oosterwijk, Tapia - Kusk, Børven, Ould-Chikh RESERVEBANK: Plattel, Bijen, Bleker, Kwee, Ntuli, Schütte, Zschusschen WISSELS: 46' Zschusschen Børven 76' Ntuli Van der Heyden 88' Schütte Tapia             |
| - Gele kaart: Oosterwijk (76') | |                                                       |                                                                  | |
| 17e speelronde | BV De Graafschap                                                                                             | 6 - 3 (2 - 2)                                         | Jong FC Twente                                                   | Selectie Jong FC Twente: |
| za. 6 december 2014 Aanvangstijd: 19:45 uur Plaats: Doetinchem Stadion De Vijverberg Toeschouwers: 4.851 Scheidsrechter: Karel van den Heuvel                                    | Vincent Vermeij 25' Santy Hulst 37' Karim Tarfi 62' Vincent Vermeij 78' Jerry van Ewijk 84' Caner Cavlan 87' | 0 - 1 1 - 1 1 - 2 2 - 2 2 - 3 3 - 3 4 - 3 5 - 3 6 - 3 | 13' Merlin Schütte 36' Felitciano Zschusschen 53' Merlin Schütte | BASISOPSTELLING: Plattel - Bleker, Andersen, Bijen , Kwee - Ntuli, Van der Heyden, Swieter - Schütte, Zschusschen, Miyaichi RESERVEBANK: Van Oldeniel, Verlaan, De Wit, Schwering, Soumaoro, Tanda WISSELS: 64' Tanda Swieter 88' Verlaan Andersen 88' Schwering Ntuli                        |
| - Felitciano Zschusschen kreeg in de 58e minuut een rode kaart. - Gele kaart: Andersen (34')                                                                                     | |                                                       |                                                                  | |
| 18e speelronde | Jong FC Twente                                                                                               | 0 - 0 (0 - 0)                                         | Sparta Rotterdam                                                 | Selectie Jong FC Twente: |
| vrij. 12 december 2014 Aanvangstijd: 20:00 uur Plaats: Enschede De Grolsch Veste Toeschouwers: 180 Scheidsrechter: Rob Dieperink                                                 | |                                                       |                                                                  | BASISOPSTELLING: Plattel - Bleker, Bijen , Verlaan, Kwee - Ntuli, Van der Heyden, Swieter - Kusk, Oosterwijk, Schütte RESERVEBANK: Drommel, De Wit, Schwering, Soumaoro, Tanda, Yahaya WISSELS: 60' Tanda Swieter 85' Soumaoro Ntuli                                                          |
| - Gele kaart: – | |                                                       |                                                                  | |
| 19e speelronde | FC Oss | 4 - 1 (1 - 0)                                         | Jong FC Twente                                                   | Selectie Jong FC Twente: |
| vrij. 19 december 2014 Aanvangstijd: 20:00 uur Plaats: Oss Frans Heesen Stadion Toeschouwers: 1.032 Scheidsrechter: Ingmar Oostrom                                               | Justin Mathieu 20' Fatih Kamaçi 47' Genaro Snijders 60' Fatih Kamaçi 80'                                     | 1 - 0 2 - 0 3 - 0 3 - 1 4 - 1                         | 61' Merlin Schütte                                               | BASISOPSTELLING: Stevens - Bleker, Andersen, Bijen , Kwee - Ntuli, Van der Heyden, Swieter - Daniels, Oosterwijk, Schütte RESERVEBANK: Plattel, Verlaan, De Wit, Schwering, Soumaoro, Tanda, Yahaya WISSELS: 58' Tanda Swieter 62' Verlaan Andersen 81' Soumaoro Van der Heyden               |
| - Gele kaart: Bijen (68'), Andersen (79') | |                                                       |                                                                  | |
| 20e speelronde | Jong FC Twente                                                                                               | 0 - 1 (0 - 0)                                         | VVV-Venlo                                                        | Selectie Jong FC Twente: |
| ma. 19 januari 2015 Aanvangstijd: 20:00 uur Plaats: Enschede De Grolsch Veste Toeschouwers: 77 Scheidsrechter: Christiaan Bax                                                    | | 0 - 1                                                 | 51' Aziz Khalouta                                                | BASISOPSTELLING: Bednarek - Bleker, Andersen, Bijen , Koppers - Ntuli, Schütte, Van der Heyden - Kusk, Zschusschen, Miyaichi RESERVEBANK: Plattel, Kwee, Verlaan, Swieter, Soumaoro, Daniels, Oosterwijk WISSELS: 64' Kwee Ntuli 64' Oosterwijk Miyaichi 81' Daniels Bleker                   |
| - Gele kaart: Bleker (78') | |                                                       |                                                                  | |
| 21e speelronde | Jong PSV | 4 - 1 (2 - 0)                                         | Jong FC Twente                                                   | Selectie Jong FC Twente: |
| ma. 26 januari 2015 Aanvangstijd: 20:00 uur Plaats: Eindhoven De Herdgang Toeschouwers: 462 Scheidsrechter: Stijn Berben                                                         | Rai Vloet 32' Marcel Ritzmaier 39' Moussa Sanoh 73' Rai Vloet 78'                                            | 1 - 0 2 - 0 2 - 1 3 - 1 4 - 1                         | 53' Ryo Miyaichi                                                 | BASISOPSTELLING: Plattel - Bleker, Andersen, Bijen , Kwee - Van der Heyden, Schütte, Ntuli - Hölscher, Oosterwijk, Miyaichi RESERVEBANK: Drommel, Verlaan, Yahaya, Swieter, Soumaoro, Daniels, Zschusschen WISSELS: 70' Daniels Schütte 85' Soumaoro Van der Heyden                           |
| - Gele kaart: – | |                                                       |                                                                  | |
| 22e speelronde | Jong FC Twente                                                                                               | 4 - 1 (1 - 0)                                         | RKC Waalwijk                                                     | Selectie Jong FC Twente: |
| ma. 2 februari 2015 Aanvangstijd: 20:00 uur Plaats: Enschede De Grolsch Veste Toeschouwers: 125 Scheidsrechter: Tom Koekoek                                                      | Tim Hölscher 33' Jari Oosterwijk (p.) 56' Jari Oosterwijk 58' Jari Oosterwijk 82'                            | 1 - 0 2 - 0 3 - 0 4 - 0 4 - 1                         | 86' Malcolm Esajas (p.)                                          | BASISOPSTELLING: Marsman - Kwee, Andersen, Bijen , Koppers - Ntuli, Hölscher, Bleker - Kusk, Oosterwijk, Miyaichi RESERVEBANK: Plattel, De Wit, Yahaya, Swieter, Soumaoro, Daniels, Schütte WISSELS: 31' Daniels Kusk 63' De Wit Koppers 72' Soumaoro Bleker                                  |
| - Joachim Andersen kreeg in de 85e minuut een rode kaart. Gianluca Maria van RKC kreeg in de 55e minuut een rode kaart na twee gele kaarten. - Gele kaart: –                     | |                                                       |                                                                  | |
| 23e speelronde | Jong FC Twente                                                                                               | 0 - 3 (0 - 1)                                         | Almere City FC                                                   | Selectie Jong FC Twente: |
| vrij. 6 februari 2015 Aanvangstijd: 20:00 uur Plaats: Emmen JENS Vesting Toeschouwers: 130 Scheidsrechter: Laurens Gerrets                                                       | | 0 - 1 0 - 2 0 - 3                                     | 45' Tim Receveur 76' Soufyan Ahannach 79' Javier Vet             | BASISOPSTELLING: Bednarek - Bleker, Bijen , Verlaan, Kwee - Van der Heyden, Hölscher, David - Daniels, Oosterwijk, Schütte RESERVEBANK: Plattel, De Wit, Yahaya, Ntuli, Swieter, Soumaoro, Tanda WISSELS: 61' Tanda Van der Heyden 61' Ntuli David 81' Swieter Hölscher                       |
| - Gele kaart: – | |                                                       |                                                                  | |
| 24e speelronde | MVV Maastricht                                                                                               | 2 - 2 (0 - 2)                                         | Jong FC Twente                                                   | Selectie Jong FC Twente: |
| ma. 9 februari 2015 Aanvangstijd: 20:00 uur Plaats: Maastricht Geusselt Toeschouwers: 3.248 Scheidsrechter: Edwin Boot                                                           | Sven Braken 72' Mark Veldmate 81'                                                                            | 0 - 1 0 - 2 1 - 2 2 - 2                               | 22' Kasper Kusk 35' Jari Oosterwijk                              | BASISOPSTELLING: Plattel - Bleker, Andersen, Bijen , Koppers - David, Kusk, Hölscher - Ould-Chikh, Oosterwijk, Miyaichi RESERVEBANK: Drommel, Verlaan, Kwee, Ntuli, Swieter, Van der Heyden, Schütte WISSELS: 71' Schütte Ould-Chikh 79' Van der Heyden Kusk                                  |
| - Gele kaart: Hölscher (56'), Oosterwijk (89') | |                                                       |                                                                  | |
| 25e speelronde | Jong FC Twente                                                                                               | 3 - 1 (3 - 0)                                         | Telstar                                                          | Selectie Jong FC Twente: |
| za. 14 februari 2015 Aanvangstijd: 16:30 uur Plaats: Emmen JENS Vesting Toeschouwers: 100 Scheidsrechter: Ingmar Oostrom                                                         | Shadrach Eghan 20' Jari Oosterwijk 41' Merlin Schütte 45'                                                    | 1 - 0 2 - 0 3 - 0 3 - 1                               | 59' Tim Keurntjes                                                | BASISOPSTELLING: RESERVEBANK: WISSELS: |
| | |                                                       |                                                                  | |
| 26e speelronde | Jong FC Twente                                                                                               | 3 - 1 (0 - 0)                                         | BV De Graafschap                                                 | Selectie Jong FC Twente: |
| ma. 23 februari 2015 Aanvangstijd: 20:00 uur Plaats: Emmen JENS Vesting Toeschouwers: 211 Scheidsrechter: Davy Otto                                                              | Ryo Miyaichi 53' Kasper Kusk 84' Jari Oosterwijk 87'                                                         | 1 - 0 1 - 1 2 - 1 3 - 1                               | 76' Jerry van Ewijk (p.)                                         | BASISOPSTELLING: RESERVEBANK: WISSELS: |
| | |                                                       |                                                                  | |
| 27e speelronde | Sparta Rotterdam                                                                                             | 1 - 2 (0 - 1)                                         | Jong FC Twente                                                   | Selectie Jong FC Twente: |
| vrij. 27 februari 2015 Aanvangstijd: 20:00 uur Plaats: Rotterdam Het Kasteel Toeschouwers: 4.871 Scheidsrechter: Merlijn Gerritsen                                               | Michel Breuer 34'                                                                                            | 0 - 1 0 - 2 1 - 2                                     | 15' Merlin Schütte 57' Tim Hölscher                              | BASISOPSTELLING: RESERVEBANK: WISSELS: |
| | |                                                       |                                                                  | |
| 28e speelronde | Jong FC Twente                                                                                               | 0 - 1 (0 - 1)                                         | N.E.C.                                                           | Selectie Jong FC Twente: |
| ma. 9 maart 2015 Aanvangstijd: 20:00 uur Plaats: Emmen JENS Vesting Toeschouwers: 208 Scheidsrechter: Martin Pérez                                                               | | 0 - 1                                                 | 42' Christian Santos                                             | BASISOPSTELLING: Marsman - Van der Lely, Bijen , Verlaan, Koppers - Van der Heyden, Eghan, David - Kusk, Oosterwijk, Miyaichi RESERVEBANK: Plattel, Kwee, De Wit, Swieter, Ntuli, Soumaoro, Schütte WISSELS: 46' Ntuli David                                                                  |
| - Gele kaart: Verlaan (43'), Miyaichi (90') | |                                                       |                                                                  | |
| 29e speelronde | FC Den Bosch                                                                                                 | 2 - 0 (1 - 0)                                         | Jong FC Twente                                                   | Selectie Jong FC Twente: |
| vrij. 13 maart 2015 Aanvangstijd: 20:00 uur Plaats: 's-Hertogenbosch Stadion De Vliert Toeschouwers: 2.474 Scheidsrechter: Erwin Blank                                           | Joey Belterman 39' Jort van der Sande 47'                                                                    | 1 - 0 2 - 0                                           |                                                                  | BASISOPSTELLING: Drommel - Van der Lely, Bijen , Verlaan, De Wit - Van der Heyden, Kusk, Ntuli - Schütte, Oosterwijk, Miyaichi RESERVEBANK: Verrips, Bleker, Kwee, Swieter, Schwering, Tanda, Daniels WISSELS: 46' Kwee De Wit 57' Daniels Schütte 68' Bleker Kusk                            |
| - Gele kaart: – | |                                                       |                                                                  | |
| 30e speelronde | Helmond Sport                                                                                                | 1 - 2 (1 - 1)                                         | Jong FC Twente                                                   | Selectie Jong FC Twente: |
| ma. 16 maart 2015 Aanvangstijd: 20:00 uur Plaats: Helmond Lavans Stadion Toeschouwers: 917 Scheidsrechter: Allard Lindhout                                                       | Gillian Justiana 43'                                                                                         | 0 - 1 1 - 1 1 - 2                                     | 40' Kasper Kusk 72' Shadrach Eghan                               | BASISOPSTELLING: Bednarek - Bleker, Bijen , Verlaan, Koppers - Van der Heyden, Eghan, David - Kusk, Oosterwijk, Miyaichi RESERVEBANK: Drommel, Van der Lely, Kwee, Tanda, Ntuli, Daniels, Schütte WISSELS: 72' Schütte Miyaichi                                                               |
| - Gele kaart: Oosterwijk (90') | |                                                       |                                                                  | |
| 31e speelronde | Jong FC Twente                                                                                               | 1 - 0 (0 - 0)                                         | FC Oss                                                           | Selectie Jong FC Twente: |
| vrij. 20 maart 2015 Aanvangstijd: 20:00 uur Plaats: Enschede De Grolsch Veste Toeschouwers: 250 Scheidsrechter: Davy Otto                                                        | Alessio Da Cruz 72'                                                                                          | 1 - 0                                                 |                                                                  | BASISOPSTELLING: Bednarek - Van der Lely, Bijen , Verlaan, De Wit - Bleker, David, Swieter - Hölscher, Daniels, Schütte RESERVEBANK: Van Oldeniel, Kwee, Schwering, Soumaoro, Tanda, Ntuli, Da Cruz WISSELS: 70' Da Cruz Swieter 78' Kwee De Wit 84' Tanda David                              |
| - Gele kaart: Daniels (90') | |                                                       |                                                                  | |
| 32e speelronde | FC Volendam                                                                                                  | 2 - 2 (1 - 2)                                         | Jong FC Twente                                                   | Selectie Jong FC Twente: |
| vrij. 3 april 2015 Aanvangstijd: 20:00 uur Plaats: Volendam Kras Stadion Toeschouwers: 3.629 Scheidsrechter: Stijn Berben                                                        | Kevin Brands 43' Ludcinio Marengo 49'                                                                        | 0 - 1 0 - 2 1 - 2 2 - 2                               | 9' Jari Oosterwijk (p.) 37' Chris David                          | BASISOPSTELLING: Bednarek - Bleker, Van der Lely, Verlaan, De Wit - Tanda, Swieter, David - Daniels, Oosterwijk, Schütte RESERVEBANK: Drommel, Schwering, Soumaoro, Da Cruz WISSELS: 77' Soumaoro Tanda 81' Schwering Swieter 86' Da Cruz Schütte                                             |
| - Gele kaart: De Wit (10'), David (81') | |                                                       |                                                                  | |
| 33e speelronde | Jong FC Twente                                                                                               | 0 - 1 (0 - 0)                                         | FC Emmen                                                         | Selectie Jong FC Twente: |
| ma. 6 april 2015 Aanvangstijd: 20:00 uur Plaats: Enschede De Grolsch Veste Toeschouwers: 230 Scheidsrechter: Laurens Gerrets                                                     | | 0 - 1                                                 | 58' Marcel Seip                                                  | BASISOPSTELLING: Drommel - Bleker, Van der Lely, Verlaan, Kwee - Soumaoro, David , Hölscher - Schütte, Oosterwijk, Da Cruz RESERVEBANK: Verrips, De Wit, Swieter, Schwering, Daniels WISSELS: 65' Swieter Schütte 65' Daniels Soumaoro                                                        |
| - Gele kaart: Schütte (27'), Verlaan (81') | |                                                       |                                                                  | |
| 34e speelronde | Fortuna Sittard                                                                                              | 2 - 2 (1 - 1)                                         | Jong FC Twente                                                   | Selectie Jong FC Twente: |
| za. 11 april 2015 Aanvangstijd: 19:45 uur Plaats: Sittard Fortuna Sittard Stadion Toeschouwers: 1.452 Scheidsrechter: Ingmar Oostrom                                             | Jordy ter Borgh 44' Tomas Overhof 52'                                                                        | 0 - 1 1 - 1 2 - 1 2 - 2                               | 8' Jari Oosterwijk 58' Jari Oosterwijk                           | BASISOPSTELLING: Drommel - Van der Lely, Bijen , Verlaan, De Wit - Bleker, David, Hölscher - Daniels, Oosterwijk, Schütte RESERVEBANK: Plattel, Kwee, Swieter, Ntuli, Soumaoro, Tanda, Da Cruz WISSELS: 64' Kwee De Wit 82' Ntuli David                                                       |
| - Gele kaart: Schütte (45'), Hölscher (51'), De Wit (64') | |                                                       |                                                                  | |
| 35e speelronde | Jong FC Twente                                                                                               | 1 - 0 (0 - 0)                                         | Jong Ajax                                                        | Selectie Jong FC Twente: |
| ma. 20 april 2015 Aanvangstijd: 20:00 uur Plaats: Enschede De Grolsch Veste Toeschouwers: 269 Scheidsrechter: Erwin Blank                                                        | Hidde ter Avest 61'                                                                                          | 1 - 0                                                 |                                                                  | BASISOPSTELLING: Bednarek - Ter Avest, Bijen , Verlaan, Koppers - Van der Heyden, David, Hölscher - Kusk, Oosterwijk, Miyaichi RESERVEBANK: Verrips, Bleker, Kwee, Ntuli, Soumaoro, Schütte, Da Cruz WISSELS: 82' Schütte Miyaichi 83' Bleker David                                           |
| - Gele kaart: Ter Avest (68') | |                                                       |                                                                  | |
| 36e speelronde | Roda JC Kerkrade                                                                                             | 2 - 2 (2 - 0)                                         | Jong FC Twente                                                   | Selectie Jong FC Twente: |
| vrij. 24 april 2015 Aanvangstijd: 20:00 uur Plaats: Kerkrade Parkstad Limburg Stadion Toeschouwers: 9.113 Scheidsrechter: Martin Pérez                                           | Bart Biemans 3' Anco Jansen 40'                                                                              | 1 - 0 2 - 0 2 - 1 2 - 2                               | 54' Ryo Miyaichi 89' Bram Verbist (ed)                           | BASISOPSTELLING: Plattel - Kwee, Bijen , Verlaan, Bleker - Van der Heyden, David, Hölscher - Schütte, Oosterwijk, Miyaichi RESERVEBANK: Verrips, Swieter, Ntuli, Soumaoro, Tanda, Daniels WISSELS: 62' Ntuli Van der Heyden 67' Tanda David 78' Daniels Schütte                               |
| - Gele kaart: Kwee (69'), Bijen (86'), Oosterwijk (90') | |                                                       |                                                                  | |
| 37e speelronde | Jong FC Twente                                                                                               | 0 - 1 (0 - 0)                                         | FC Eindhoven                                                     | Selectie Jong FC Twente: |
| vrij. 1 mei 2015 Aanvangstijd: 20:00 uur Plaats: Enschede De Grolsch Veste Toeschouwers: 200 Scheidsrechter: Richard Martens                                                     | | 0 - 1                                                 | 90' Joey Sleegers                                                | BASISOPSTELLING: Plattel - Koppers, Bijen , Verlaan, Bleker - Van der Heyden, Gutiérrez, Hölscher - Eghan, Oosterwijk, Miyaichi RESERVEBANK: Drommel, Kwee, Schütte, Ntuli, Van der Lely, Tanda, Daniels WISSELS: 73' Van der Lely Gutiérrez                                                  |
| - Gele kaart: Bleker (84') | |                                                       |                                                                  | |
| 38e speelronde | Achilles '29                                                                                                 | 0 - 1 (0 - 1)                                         | Jong FC Twente                                                   | Selectie Jong FC Twente: |
| vrij. 8 mei 2015 Aanvangstijd: 20:00 uur Plaats: Groesbeek Sportpark De Heikant Toeschouwers: 1455 Scheidsrechter: Tom Koekoek                                                   | | 0 - 1                                                 | 43' Chris David                                                  | BASISOPSTELLING: Plattel - Kwee, Bijen , Verlaan, Bleker - Van der Heyden, David, Van der Lely - Schütte, Oosterwijk, Kusk RESERVEBANK: Drommel, Hölscher, Daniels, Soumaoro, Tanda, Ntuli, Swieter WISSELS: 65' Hölscher David 75' Daniels Schütte                                           |
| | |                                                       |                                                                  | |
| | |                                                       |                                                                  | |

## Eindstand
| №  | Club             | WG | W  | G  | V  | DV  | DT | +/– | Punten |
| -- | ---------------- | -- | -- | -- | -- | --- | -- | --- | ------ |
|    | N.E.C.           | 38 | 33 | 2  | 3  | 100 | 32 | +68 | 101    |
| 2  | FC Eindhoven     | 38 | 26 | 2  | 10 | 70  | 39 | +31 | 80     |
| 3  | Roda JC          | 38 | 21 | 6  | 11 | 69  | 58 | +11 | 69     |
| 4  | FC Emmen         | 38 | 19 | 10 | 9  | 88  | 57 | +31 | 67     |
| 5  | FC Volendam      | 38 | 18 | 8  | 12 | 83  | 68 | +15 | 62     |
| 6  | De Graafschap    | 38 | 18 | 7  | 13 | 73  | 49 | +24 | 61     |
| 7  | VVV-Venlo        | 38 | 16 | 12 | 10 | 48  | 43 | +5  | 60     |
| 8  | Sparta Rotterdam | 38 | 16 | 10 | 12 | 72  | 46 | +26 | 58     |
| 9  | FC Oss           | 38 | 17 | 5  | 16 | 73  | 67 | +6  | 56     |
| 10 | Almere City FC   | 38 | 13 | 9  | 16 | 64  | 63 | +1  | 48     |
| 11 | MVV Maastricht   | 38 | 14 | 6  | 18 | 51  | 70 | –19 | 48     |
| 12 | Jong Ajax        | 38 | 12 | 11 | 15 | 64  | 67 | –3  | 47     |
| 13 | Jong FC Twente   | 38 | 12 | 11 | 15 | 49  | 64 | –15 | 47     |
| 14 | Jong PSV         | 38 | 11 | 13 | 14 | 50  | 56 | –6  | 46     |
| 15 | Telstar          | 38 | 12 | 6  | 20 | 53  | 68 | –15 | 42     |
| 16 | FC Den Bosch     | 38 | 10 | 9  | 19 | 46  | 61 | –15 | 39     |
| 17 | Helmond Sport    | 38 | 10 | 8  | 20 | 52  | 85 | –33 | 38     |
| 18 | Achilles '29     | 38 | 8  | 9  | 21 | 44  | 71 | –27 | 33     |
| 19 | Fortuna Sittard  | 38 | 7  | 8  | 23 | 30  | 72 | –42 | 29     |
| 20 | RKC Waalwijk     | 38 | 7  | 8  | 23 | 39  | 82 | –43 | 29     |